# Waterfront (Swansea)
Pour les articles homonymes, voir Waterfront.
Waterfront (en anglais) ou Glannau (en gallois) est une communauté de la cité et comté de Swansea, au pays de Galles.

## Géographie
Le quartier de Waterfront se trouve juste au sud du centre-ville de Swansea, le long du littoral du canal de Bristol autour de l'estuaire de la Tawe (en).
Il est constitué en communauté en 2022 à partir d'une partie des communautés de Castle et St Thomas.